# 21 127-es mellékút (Magyarország)
A 21 127-es számú mellékút nyolc kilométer hosszú bekötő út Nyugat-Nógrádban. Az út Csesztve és Bakópuszta forgalmát vezeti ki a 2108-as mellékútra. A 2019-es évben évi átlagos napi forgalma 158 jármű/nap volt.

## Nyomvonala
A bekötőút Szügy külterületén ágazik ki a 2108-as mellékútból, annak a 8. kilométerénél, az Aszód–Balassagyarmat-vasútvonal átjárójánál. Három kilométer után éri el Bakópusztát, majd négy kilométer után Csesztvét is. Az út vége Csesztve külterületén, Galibapusztánál van, ahonnan a 21 128-as mellékút megy tovább Balassagyarmat felé.

## Története
A kormány 2003-ban pályázatot hirdetett a zsáktelepülések közúti kapcsolatainak javítására. Az új bekötés létesítésére jogosultak között szerepelt Csesztve is, melynek új elérhetőségét a faluba vezető 21 127-es és a Galibapusztáig vezető 21 128-as mellékutak közti 2,7 km-es hiányzó szakasz megépítésével kívánták megoldani. Az építkezés első ütemében a Nyírjes és Galibapuszta közti szakaszon bővítették ki a már meglévő utat, a második ütemben pedig elkészítették a hiányzó útszakaszt. A kivitelezés alatt, 2004-ben többen is gyanúsították Urbán Árpádot, hogy az utat az elnökletével működő helyi vadásztársaság vadászházának jobb megközelíthetősége miatt akarja kiépíttetni, azonban ezeket a vádakat az országgyűlési képviselő elutasította. Az új bekötő utat 2007 nyarán adták át a forgalomnak.
Az összekötés előkészítésekor tervben volt az út bekötése Érsekvadkertnél a 22-es főútba, amivel Szügy, Mohora és Magyarnándor felől Balassagyarmat és Ipolyszög elkerülésével elérhető lett volna a főváros. Ezek a tervek a továbbra is fennmaradtak, Balassagyarmat déli elkerülőjének részeként.